# Ду
 Тази статия е за реката във Франция.  За департамента вижте Ду (департамент).  
Ду (на френски: Doubs) е река във Франция (департаменти Ду, Юра и Сон е Лоар) и Швейцария (кантони Ньошател и Юра), ляв приток на Сона (десен приток на Рона). Дълга е 453 km, а площта на водосборния ѝ басейн е 7710 km².

## Географска характеристика

### Извор, течение, устие
Река Ду води началото си на 996 m н.в. от централните части на планината Юра, на 1 km югозападно от село Ла Шо Ньов (департамента Ду, Източна Франция). В горното си течение тече в североизточна посока, в началото в широка (2 – 3 km) долина със спокойно течение, множество меандри и малка денивелация, като преминава през проточното езеро Сен Пуен. След френския град Морто навлиза в дълбока и тясна планинска долина, където скоростта на течението ѝ се увеличава и се появяват прагове и малки водопади. При село Вилер дьо Лак достига до френско-швейцарската граница и на протежение над 50 km служи за граница между двете страни. След това Ду изцяло навлиза на швейцарска територия. При градчето Сент Ирсан рязко завива на запад и при швейцарското село Окур отново се завръща на френска територия. При градчето Данжу завива на север, а при Оденкур – на югозапад и запазва това генерално направление до устието си. В района на Оденкур Ду преминава през падината Бургундски врата, а след това в долното си течение – през равнината Брес. Влива се отляво в река Сона (десен приток на Рона), на 173 m н.в., при град Вердюн сюр ле Ду (североизточната част на департамента Сон е Лоар).

### Водосборен басейн, притоци
Водосборният басейн на Ду обхваща площ от 7710 km², което представлява 26,3% от водосборния басейн на река Сона. На северозапад водосборният басейн на Ду граничи с водосборните басейни на малки и къси реки, леви притоци на Сона и Оньон, на североизток и изток – с водосборния басейн на река Рейн (от басейна на Северно море), а на юг – с водосборните басейни на река Ен (десен приток на Рона) и други по-малки леви притоци на Сона.
Основни притоци:
- леви – Дрюжон, Десубар, Одьо, Лу (122 km, 1733 km²);
- десни – Ален (65 km, 1120 km²).[1]

### Хидроложки показатели
Река Ду има ясно изразено пролетно пълноводие и лятно маловодие, с характерни, епизодични есенни прииждания в резултат от поройни дъждове във водосборния ѝ басейн. Средният годишен отток в долното ѝ течение е 152 m³/sec, максималният – 1750 m³/sec.

## Стопанско значение, селища
Река Ду има важно хидроенергийно, транспортно и иригационно значение. В горното (по границата между Франция и Швейцария) и средното ѝ течение са изградени над 20 малки ВЕЦ-а. Плавателна е за плиткогазещи съдове до град Оденкур, в близост до който се отклонява плавателният канал Рона-Рейн, който свързва Ду с левия приток на Рейн – река Ил. В долното течение част от водите ѝ се използват за напояване.
По цялото си течение долината на Ду е гъсто заселена, като най-големите селища са: Понтарлие, Валантине, Оденкур, Безансон и Дол.